# سنگ‌نوشته یکم پارسی باستان پی‌بنای دیوار جنوبی تخت جمشید
سنگ‌نوشته یکم پارسی باستان پی‌بنای دیوار جنوبی تخت جمشید یکی از چهار کتیبه پی‌بنای دیوار جنوبی تخت جمشید است. این کتیبه به میخی پارسی باستان می‌باشد. تعداد سطور این سنگ نبشته ۲۴ سطر است. موضوع سنگ نبشته که به دستور داریوش بزرگ ساخته شده‌است، ستایش اهورامزدا، توصیف سرزمین پارس و آرزوی پایندگی از اهورامزدا می‌باشد.

## ترجمه
اهورا مزدای بزرگ که مُهست (بزرگترین) خدایان است. او داریوش را شاه آفرید، او را پادشاهی بخشید، به خواست اهورامزدا داریوش پادشاه است. گوید داریوش شاه: این کشور پارس که اهورامزدایم به من سپرد، که زیبا و خوب اسپ و نیک مردم است. به خواست اهورا مزدا و من داریوش شاه از دیگری نمی‌ترسد. گوید داریوش شاه: چنان باد که مرا اهورامزدا و بُغان (خدایان) دوره شاهی پشتیبانی دهند و این سرزمین را اهورامزدا از سپاه (دشمن)، از سال بدو از (دیو) دروغ بپایاد. بدین سرزمین سپاه (دشمن)، بدسالی و (دیو) دروغ میاد. این را من از اهورا مزدا با ایزدان خاندان شاهی به نماز خواستارم، باشد که اهورامزدا و ایزدان خاندان شاهی این خواهشم را برآورند.

## جایگاه

جایگاه کتیبه های پی‌بنای دیوار جنوبی تخت جمشید. از چپ به راست: پارسی، پارسی، عیلامی و بابلی. →شرق و غرب←

جایگاه کتیبه های پی‌بنای دیوار جنوبی تخت جمشید. از چپ به راست: پارسی، پارسی، عیلامی و بابلی

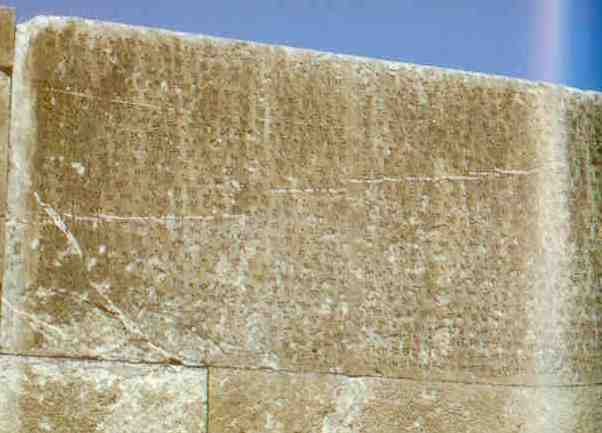
دو کتیبه پارسی (جهت غرب)